# Dokudów Pierwszy

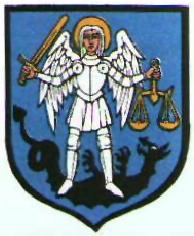
Miasto Dokudów
Herb miejski

Dokudów Pierwszy – wieś (dawniej miasto) w Polsce położona w województwie lubelskim, w powiecie bialskim, w gminie Biała Podlaska. Przez miejscowość przepływa Żarnica, niewielka rzeka dorzecza Bugu, lewy dopływ Zielawy.
W latach 1975–1998 miejscowość administracyjnie należała do województwa bialskopodlaskiego.
Wieś jest sołectwem w gminie Biała Podlaska. Według Narodowego Spisu Powszechnego z roku 2011 wieś liczyła 281 mieszkańców.

## Części wsi
| SIMC    | Nazwa      | Rodzaj    |
| ------- | ---------- | --------- |
| 1019817 | Dubowska   | część wsi |
| 1019875 | Gumna      | część wsi |
| 1021270 | Morgi      | część wsi |
| 1021300 | Ostrów     | część wsi |
| 1021429 | Siedlisko  | część wsi |
| 1021435 | Średni Pas | część wsi |

## Historia
Dawniej miasto lokowane w 1504 przez Lwa Bohowitynowicza (Bohowityna?) za zgodą króla Aleksandra Jagiellończyka na prawie magdeburskim pod ówczesną nazwą Lewkowo. Znany jest przywilej lokacyjny króla Aleksandra z roku 1504 nadający prawo wolnego jarmarku i prawo budowy zamku na miejscu starego grodziska w widłach Zielawy i Żarnicy. W dokumentach z 1529 roku jest już wymienione miasteczko Dokudów. W XVI w. było ono własnością Bohowitynów i wchodziło w skład dóbr Ortel (Wortel), w 1580 wzmiankowano w nim fundację monasteru. O „horodyszczach“ w rejonie Dokudowa wspominały Akta Grodzkie Brzeskie. W XVI w. w miejscowości funkcjonował prawosławny klasztor. Po zawarciu unii brzeskiej miejscowa ludność, razem z całą diecezją, przeszła do Kościoła unickiego i kolejna świątynia ufundowana w miejscowości, zbudowana w 1692 r., była już cerkwią unicką. Dokudów utracił prawa miejskie przed 1700 rokiem. W 1875, wskutek likwidacji unickiej diecezji chełmskiej, dokudowska parafia przeszła do Rosyjskiego Kościoła Prawosławnego. XVII-wieczna cerkiew spłonęła całkowicie w 1915. Po tej dacie parafii prawosławnej nie restytuowano. W latach 1928–1932 na miejscu starszej cerkwi zbudowano świątynię neounicką, zaś w 1947 r. przemianowano ją na rzymskokatolicką. We wsi znajduje się również cmentarz, dawniej unicki i prawosławny, obecnie rzymskokatolicki.
Utrata praw miejskich na pocz. XIX wieku. W roku 1915 spalony przez wojska rosyjskie.

## Zabytki
Według rejestru zabytków Narodowego Instytutu Dziedzictwa na listę zabytków wpisane są obiekty:
- kaplica przydrożna drewniana, nr rej.: A/93 z 2.10.2003

## Znane osoby
- Stanisław Brzóska (1832–1865) – duchowny rzymskokatolicki, generał i naczelny kapelan województwa podlaskiego w czasie powstania styczniowego, urodzony w Dokudowie
- Amfilochiusz (1862–1933) – duchowny prawosławny, misjonarz na Alasce i biskup Kościoła Prawosławnego w Ameryce, urodzony w Dokudowie
- Aleksy (1882-1943) - duchowny prawosławny, biskup Polskiego Autokefalicznego Kościoła Prawosławnego, urodzony w Dokudowie[15]

## Galeria

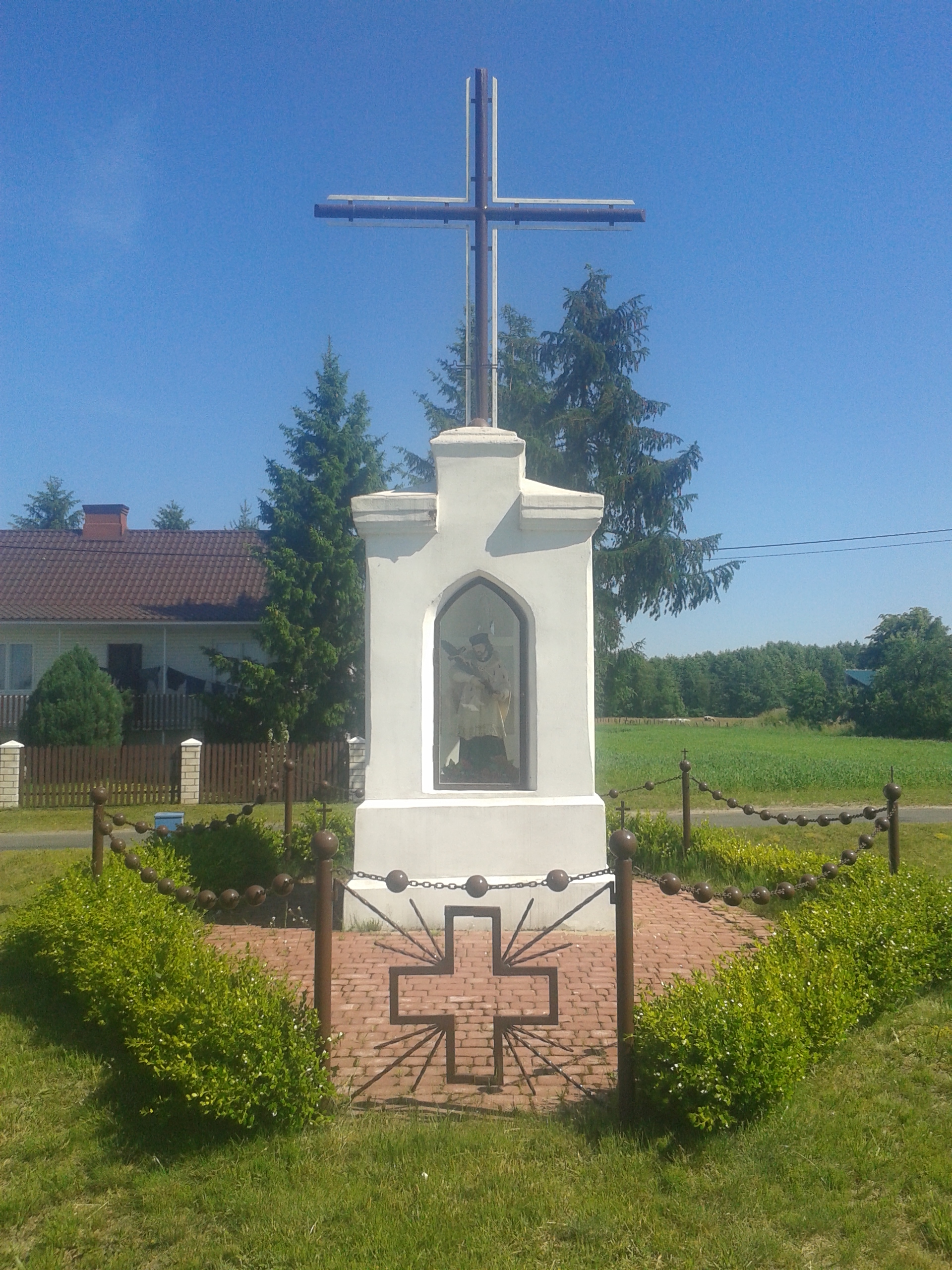
Kapliczka z figurą św. Jana Nepomucena
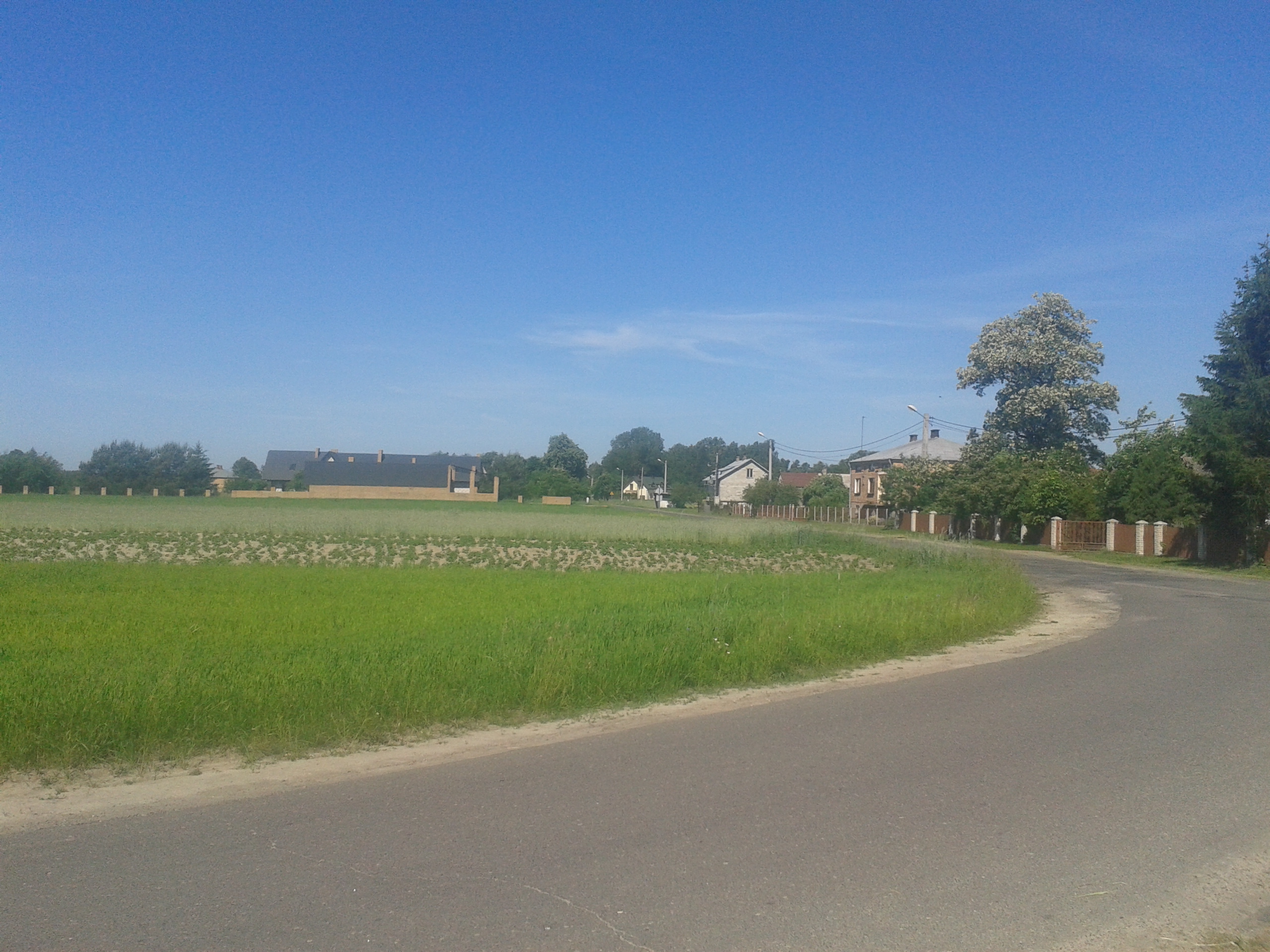
Centrum miejscowości
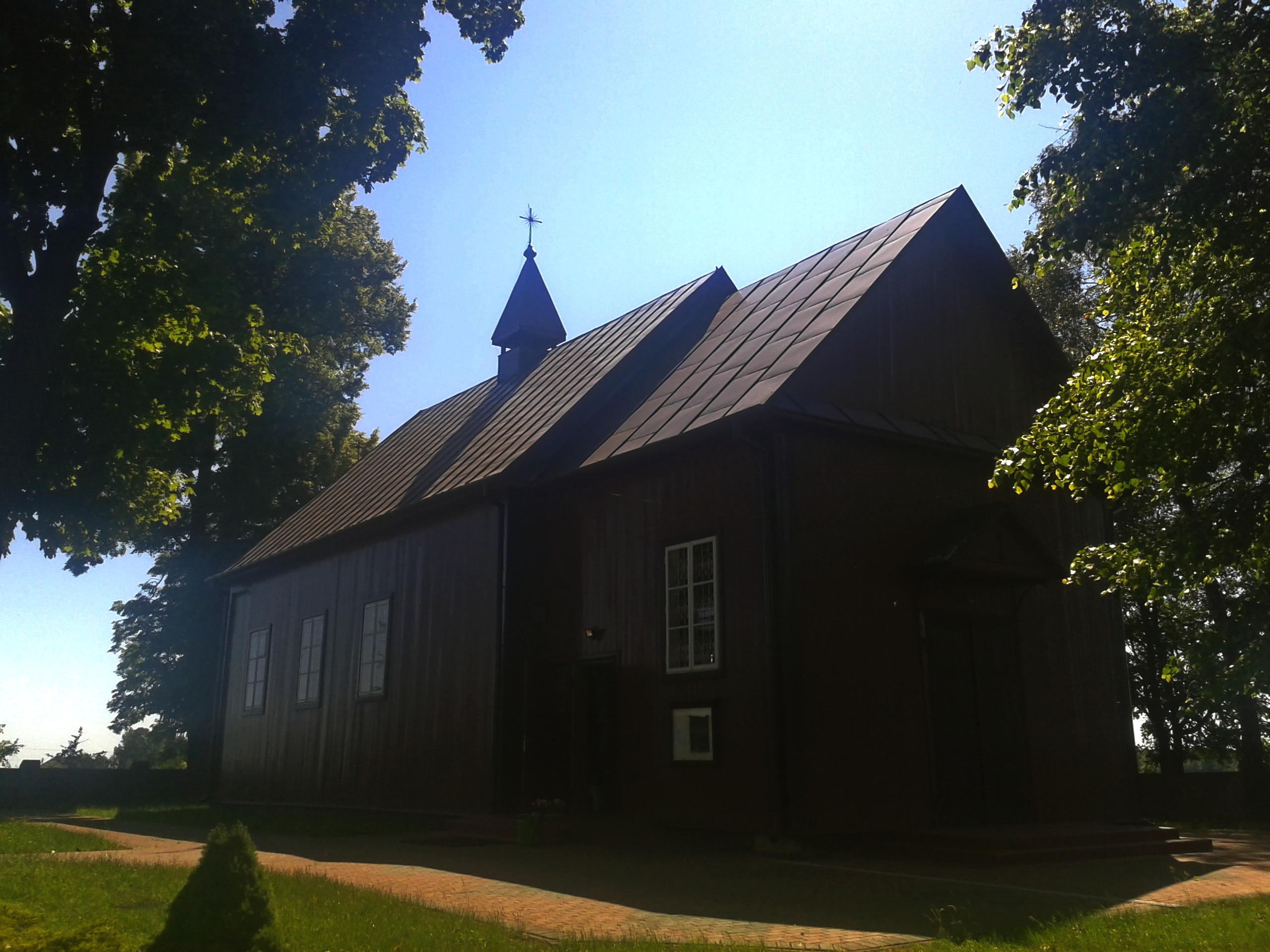
Kościół św. Praksedy (dawna cerkiew neounicka)
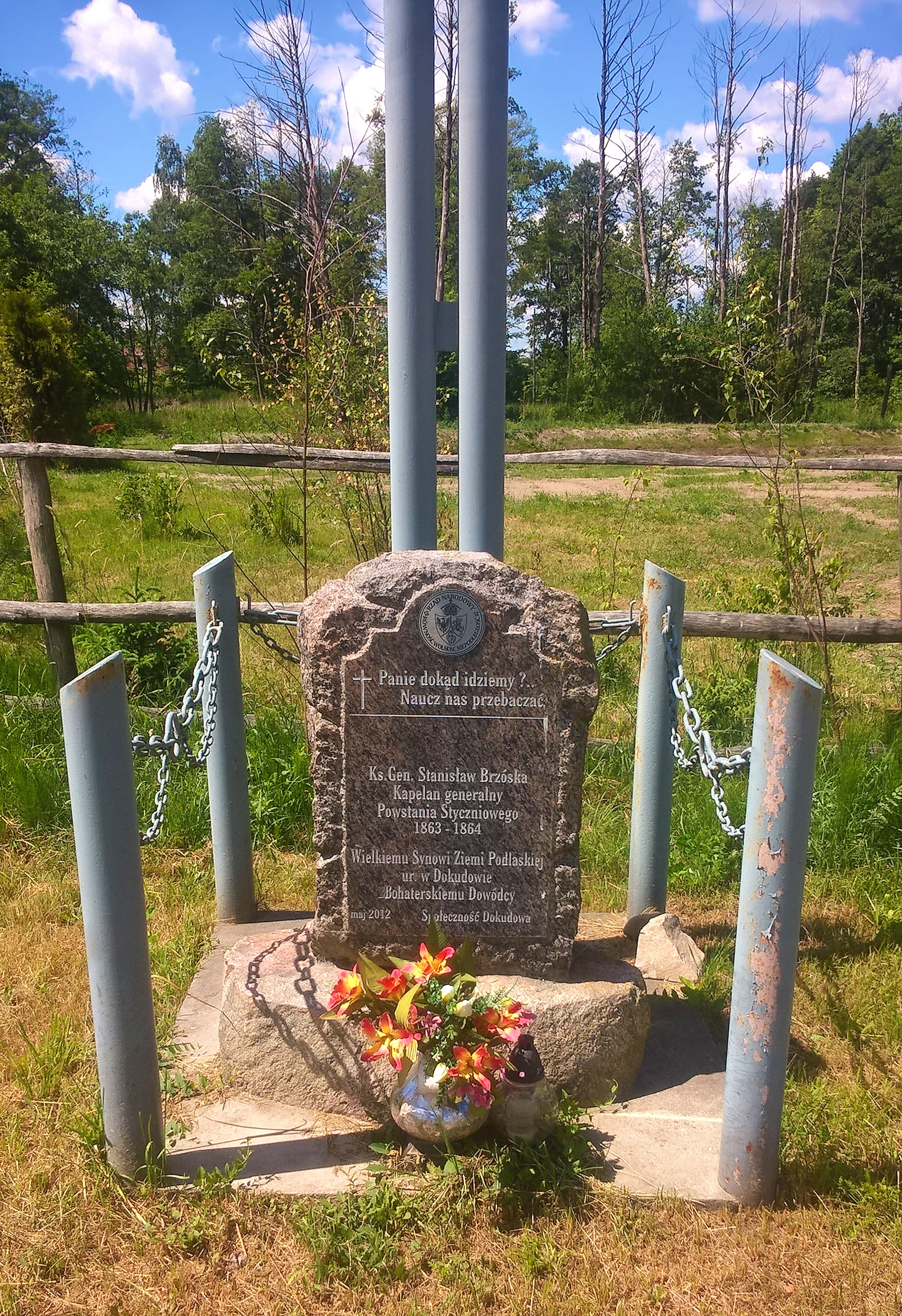
Krzyż ku czci ks. Stanisława Brzóski